# Bataillon Azad Hindoustan
 (septembre 2023).
Le bataillon Azad Hindoustan (en italien : Battaglione India libera - « Bataillon de l'Inde libre ») était une unité de légion étrangère formée dans l'Italie fasciste sous le Raggruppamento Centri Militari en juillet 1942. L'unité, initialement appelée Centro I, était dirigée par Mohammad Iqbal Shedai – un résident indien musulman de longue date de Rome – et était formé d'anciens prisonniers de guerre indiens de l'Inde britannique.
Créé avec des unités dédiées à la Tunisie (Centro T) et aux Arabes (Centro A), il était chargé de la collecte de renseignements et des opérations de sabotage derrière les lignes ennemies. Une partie du Centro I a été rebaptisée Battaglione Azad Hindoustan en août 1942 lorsque le Raggruppamento Centri Militari lui-même a été rebaptisé Raggruppamento Frecce Rosse (« groupe des Flèches rouges »). Au moment de sa dissolution en novembre 1942, le Battaglione Azad Hindoustan comptait entre trois cent cinquante et quatre cents hommes.
Les unités du Raggruppamento Frecce Rosse étaient destinées à s'infiltrer au sol, depuis des sous-marins et en parachute . En conséquence, une autre unité a été créée au sein du Battaglione Azad Hindoustan pour former le plotone paracadutisti (« peloton de parachutistes »). Les troupes choisies ont été envoyées pour un entraînement au combat parachutiste à l'école de parachutisme de Tarquinia.

## Uniforme
Les soldats du Battaglione Azad Hindoustan portaient des uniformes militaires italiens standards. Cependant - contrairement aux troupes de la Légion Freies Indien élevée en Allemagne , qui portaient des casquettes à visière - toutes les troupes du Battaglione Azad Hindoustan portaient un turban de la couleur de la tunique italienne Sahariana . De plus, les troupes portaient sur leurs tuniques des patchs de col avec trois bandes verticales safran , blanches et vertes (reflétant les couleurs du Congrès national indien qui était à l'époque au centre du mouvement nationaliste). Les Italiens servant dans le Battaglione Azad Hindoustan se distinguaient par des étoiles sur les patchs du col qui n'étaient pas portées par les troupes indiennes. Le détachement de Tarquinia envoyé pour l'entraînement en parachutisme portait ses propres patchs de col au-dessus des patchs à motif de parachutiste, ainsi que l'insigne de parachutiste représentant un parachute jaune ouvert brodé en fil de rayonne sur le haut du bras gauche.

## Dissolution
Malgré leur investissement dans la formation des Indiens au combat d'infiltration, les Italiens considéraient les troupes indiennes du Battaglione Azad Hindoustan comme d'une loyauté douteuse et ce point de vue fut confirmé lorsque les Indiens se mutinèrent en apprenant la défaite de l'Axe à El Alamein en novembre 1942, le bataillon fut dissous et les Indiens retournèrent dans leurs camps de prisonniers de guerre.